# Óscar Aguilera
Óscar Antonio Aguilera Valdés (11 de marzo de 1935, Asunción, Paraguay - 1979, Sevilla) es un ex-futbolista paraguayo.
Jugaba de delantero y su primer club fue Olimpia.

## Carrera
Comenzó su carrera en 1955 jugando para Olimpia. Jugó para ese club hasta 1958. En ese mismísimo año se fue a España para integrar el plantel de Sevilla FC. Jugó para el club hasta 1961, retirándose así del fútbol profesional.

## Selección nacional
Ha sido internacional con la Selección de fútbol de Paraguay entre 1956 y 1958.

## Clubes
| Club    | País     | Año         |
| ------- | -------- | ----------- |
| Olimpia | Paraguay | 1955 - 1958 |
| Sevilla | España   | 1958 - 1961 |